# Acide quisqualique
L'acide quisqualique est un agoniste des récepteurs AMPA et des récepteurs du glutamate métabotropes (en),,. Il est excitotoxique et est utilisé en neuroscience pour détruire sélectivement les neurones dans le cerveau et la moelle épinière,,. On le trouve naturellement dans les graines des espèces de Quisqualis, telles que Quisqualis indica.
Des études réalisées par l'Agricultural Research Service du département de l’Agriculture des États-Unis ont montré qu'il est également présent dans les pétales des fleurs de pélargoniums et paralyserait le scarabée japonais. On pense qu'il agit en mimant l'acide L-glutamique, qui est un neurotransmetteur de la plaque motrice des insectes et du système nerveux central des mammifères.